# Amrasca uvka
Amrasca uvka är en insektsart som beskrevs av Irena Dworakowska 1977. Amrasca uvka ingår i släktet Amrasca och familjen dvärgstritar.
Artens utbredningsområde är Vietnam. Inga underarter finns listade i Catalogue of Life.